# The Click (canción)
«The Click» es el tercer sencillo lanzado por Good Charlotte de su primer álbum, Good Charlotte. De todas formas el sencillo no fue lanzado como CD, solo cómo un vídeo musical para la canción. La primera versión del álbum, no incluye "The Click" en su listado de canciones. En una versión relanzada más tarde, "The Click" fue agregada en el listado. La canción fue originalmente grabada por "Little Things" cómo B-side.

## Tema de Undergrads
La canción fue elegida como tema principal para la serie animada de MTV, Undergrads. Good Charlotte hizo una aparición en el episodio número 12, "Risk". En el mismo episodio, Nitz pregunta: "¿Good Charlotte? ¿Qué han hecho ellos que yo sepa?" Más tarde, The Duggler camina llevando un estéreo que toca "The Click."